# Rumbula
Rumbula è un quartiere di Riga, nella divisione amministrativa di Latgale, alla periferia sud-orientale della città.
Quasi tutta la sua superficie è costituita da una pineta, nella quale fu massacrato un gran numero di ebrei durante l'Olocausto. In due giorni - il 30 novembre e l'8 dicembre 1941 - 25.000 ebrei furono uccisi nella foresta di Rumbula. Di questi, 24.000 erano ebrei lettoni provenienti dal ghetto di Riga e 1.000 erano ebrei tedeschi trasportati mediante treno. 
L'uccisione sistematica fu eseguita dalle Einsatzgruppen naziste, aiutate dal Commando Arājs, con il supporto di altre unità di polizia lettoni.